# Zoran Rajović
Zoran Rajović (in serbo Зоран Рајовић?; Vinkovci, 28 ottobre 1979) è un ex calciatore serbo naturalizzato bosniaco, di ruolo attaccante.

## Palmarès

### Club

#### Competizioni nazionali
- Campionato bosniaco: 1

Zrinjski Mostar: 2004-2005

### Individuale
- Capocannoniere del campionato bosniaco: 1

2004-2005 (17 reti)